# Pseudolmedia
Pseudolmedia är ett släkte av mullbärsväxter. Pseudolmedia ingår i familjen mullbärsväxter.
Kladogram enligt Catalogue of Life:
| Pseudolmedia | \| \| Pseudolmedia boliviana \| \| \| \| \| \| Pseudolmedia gentryi \| \| \| \| \| \| Pseudolmedia glabrata \| \| \| \| \| \| Pseudolmedia hirtula \| \| \| \| \| \| Pseudolmedia laevigata \| \| \| \| \| \| Pseudolmedia laevis \| \| \| \| \| \| Pseudolmedia macrophylla \| \| \| \| \| \| Pseudolmedia manabiensis \| \| \| \| \| \| Pseudolmedia mollis \| \| \| \| \| \| Pseudolmedia rigida \| \| \| \| \| \| Pseudolmedia spuria \| \| \| \| |
|              | \| \| Pseudolmedia boliviana \| \| \| \| \| \| Pseudolmedia gentryi \| \| \| \| \| \| Pseudolmedia glabrata \| \| \| \| \| \| Pseudolmedia hirtula \| \| \| \| \| \| Pseudolmedia laevigata \| \| \| \| \| \| Pseudolmedia laevis \| \| \| \| \| \| Pseudolmedia macrophylla \| \| \| \| \| \| Pseudolmedia manabiensis \| \| \| \| \| \| Pseudolmedia mollis \| \| \| \| \| \| Pseudolmedia rigida \| \| \| \| \| \| Pseudolmedia spuria \| \| \| \| |
|              | Pseudolmedia boliviana |
|              | |
|              | Pseudolmedia gentryi |
|              | |
|              | Pseudolmedia glabrata |
|              | |
|              | Pseudolmedia hirtula |
|              | |
|              | Pseudolmedia laevigata |
|              | |
|              | Pseudolmedia laevis |
|              | |
|              | Pseudolmedia macrophylla |
|              | |
|              | Pseudolmedia manabiensis |
|              | |
|              | Pseudolmedia mollis |
|              | |
|              | Pseudolmedia rigida |
|              | |
|              | Pseudolmedia spuria |
|              | |